# (9045) 1991 PG15
(9045) 1991 PG15 là một tiểu hành tinh vành đai chính. Nó được phát hiện bởi Henry E. Holt ở Đài thiên văn Palomar tại Hoa Kỳ ngày 7 tháng 8 năm 1991.